# Серия сухих иннингов Орела Хершайзера

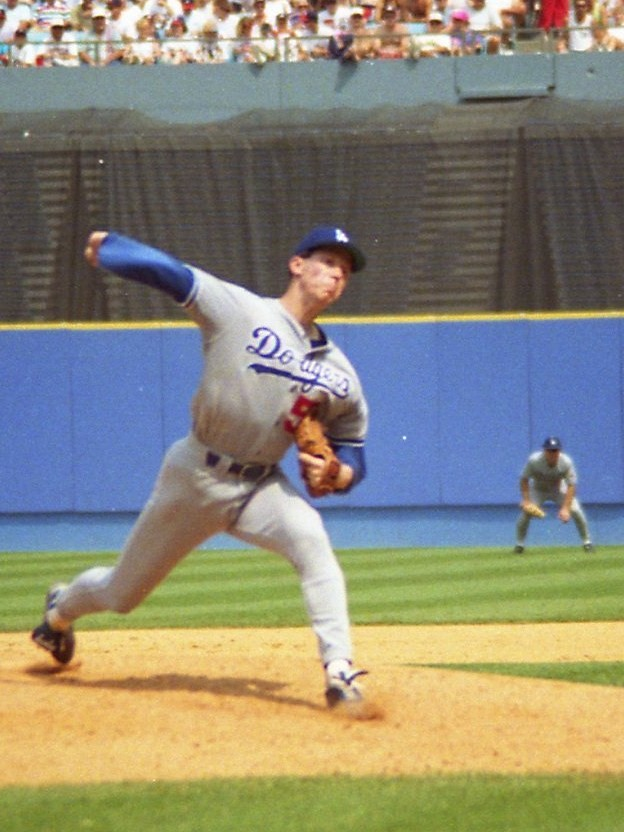
Хершайзер в составе «Доджерс» в 1993 году

Во время регулярного чемпионата Главной лиги бейсбола (МЛБ) 1988 года питчер «Лос-Анджелес Доджерс» Орел Хершайзер установил рекорд МЛБ по количеству проведённых подряд сухих иннингов, отыграв подряд 59 иннингов, в которых отбивающие соперника не смогли набрать ни одного очка. Серия началась 30 августа 1988 года в шестом иннинге игры против «Монреаль Экспос» и закончилась 28 сентября 1988 года в игре против «Сан-Диего Падрес». До этого рекорд принадлежал игроку «Доджерс» Дону Дрисдейлу, который в сезоне 1968 года отыграл подряд 58 сухих иннингов. Некоторые спортивные эксперты называют эту серию одним из величайших индивидуальных достижений в спорте и одним из величайших рекордов в истории бейсбола.
Во время серии статистическое агентство Elias Sports Bureau изменило критерии по подсчёту сухих иннингов для стартовых питчеров, начав считать только те иннинги, которые питчер провёл полностью и не учитывать иннинги, в которых питчер провёл один или два аута. Так как серия Хершайзера припала на конец сезона 1988 года, она была бы разделена на две серии в случае, если бы он отыграл ещё сухие иннинги в начале сезона 1989 года. Однако уже в первом иннинге сезона 1989 года он пропустил одно очко. В серию включены только иннинги, проведённые в регулярном чемпионате, и не учитываются восемь сухих иннингов, отыгранных Орелом 4 октября в первой игре чемпионской серии Национальной лиги (неофициально его серия составляет 67 иннингов и учитывает игры регулярного сезона и плей-офф). Хотя Хершайзер отыгрывал по девять иннингов в каждом матче, последняя игра его серии длилась 16 иннингов, из которых он отыграл только 10. Таким образом, Хершайзер не превзошёл рекорд Дрисдейла, отыгравшего шесть шатаутов подряд. Как и в серии Дрисдейла, предпоследняя игра серии Хершайзера была против «Сан-Франциско Джайентс» и в ней также было принято судьёй спорное решение, которое сохранило серию. В последней игре против «Сан-Диего Падрес» в 59 иннинге одним из соперников Хершайзера был отбивающий Бенито Сантьяго, чью серию хитов в предыдущем сезоне прервал Орел.
Первоначально, на фоне 20 побед Хершайзера в сезоне и его борьбы с Дэнни Джексоном за приз Сая Янга Национальной лиги, серия не привлекала к себе внимание. И только после того, как Хершайзер отыграл более 40 сухих иннингов, СМИ стали уделять ей внимание. Последний же матч серии также оказался в тени летних Олимпийских игр 1988 года и борьбы футбольных и бейсбольных команд за выход в плей-офф. Эту игру даже не показывали по местным каналам в Лос-Анджелесе. По окончании регулярного чемпионата Хершайзер завоевал приз Сая Янга, продолжил показывать хорошие результаты в играх плей-офф, завоевав титулы самого ценного игрока чемпионской серии НЛ и самого ценного игрока Мировой серии. В том же году он был назван спортсменом года по версиям Sports Illustrated и Associated Press. Хершайзер принял участие в матче всех звёзд МЛБ 1989 года и ещё много сезонов оставался одним из лучших питчеров лиги, дважды участвовал в Мировых сериях и завоевал титул самого ценного игрока чемпионской серии Американской лиги в 1995 году.

## Предыстория
Орел Хершайзер был выбран на драфте МЛБ 1979 года клубом «Лос-Анджелес Доджерс» в 17 раунде под общим 440 номером. После подписания контракта с командой он был направлен в фарм-клуб класса А «Клинтон Доджерс», выступающий в Среднезападной лиге. В МЛБ Хершайзер дебютировал 1 сентября 1983 года в игре против «Монреаль Экспос», а впервые вышел в качестве стартового питчера 26 мая 1984 года в матче против «Нью-Йорк Метс». С 14 июля этого же года он стал постоянно выходить в стартовом составе. В 1984 году Хершайзер отыграл 33 2⁄3 сухих иннинга, а его серия была прервана хоум-раном двукратного самого ценного игрока НЛ Дейлом Мёрфи из «Атланты Брэйвз». Во время этой серии он сделал сэйв 8 июля против «Сент-Луис Кардиналс», а 19 июля отыграл шатаут против тех же «Кардиналс».
Несмотря на пропуск части весенних тренировок из-за удаления аппендицита, Хершайзер был назван питчером месяца НЛ в апреле и принял участие в матче всех звёзд МЛБ 12 июля 1988 года, в которой смог выбить из игры всех трёх отбивающих, противостоящих ему. В восьми играх в стартовом составе между 10 июлем и 14 августом Хершайзер одержал 3 победы и потерпел 4 поражения, с показателем ERA 4,76. После игры 14 августа, в которой он отыграл всего два иннинга, он провёл две полные игры 19 (шатаут) и 24 августа.
Первоначально, рекорд МЛБ по количеству подряд отыгранных сухих иннингов принадлежал Уолтеру Джонсону из «Вашингтон Сенаторз», который провёл её в 1913 году. Его серия составляла 55 2⁄3 иннинга и включала два появления в качестве релиф-питчера. В 1958 году ещё один игрок «Доджерс», Дрисдейл, превзошёл достижение Джонсона, проведя подряд 58 сухих иннингов в шести подряд девятииннинговых шатаутах между 14 маем и 4 июнем. Серия Дрисдейла была прервана 8 июня 1968 года в игре против Филадельфии после четырёх сухих иннингов.

## Серия
Серия сухих иннингов припала на промежуток между 29-м и 35-м (последним) стартом Хершайзера за «Доджерс» в регулярном чемпионате 1988 года. Серия началась 30 августа в шестом иннинге матча против «Экспос». В предыдущем же иннинге Орел дал заработать очко семикратному участнику матчей всех звёзд Тиму Рэйнсу. Закончилась же серия 5 апреля 1989 года в первом иннинге матча против Цинциннати, когда питчер пропустил очко от будущего члена бейсбольного Зала славы Барри Ларкина. Хотя домашний стадион «Доджерс» «Доджер-стэдиум» традиционно считается более дружественным для питчеров, 41 из 59 иннингов Хершайзер отыграл в гостевых матчах и за время этой серии он сумел уменьшить свой показатель ERA с 2,90 до 2,26. В отличие от питчера, его команда играла не так хорошо, заработав всего 13 очков во время серии. 9 раз бегущие соперника доходили до третей базы и 31 раз были в скоринг-позишн, однако так и не смогли заработать ни одного очка. Во время серии, согласно Chicago Tribune, Хершайзер оставил на базах 30 соперников, в то время как Дрисдейл — 35. Однако по данным USA Today Орел оставил 36 бегущих на базах. В то время его называли «праворукий артист синкеров», хотя он не бросал синкеры. Вместо этого Орел полагался на фастбол, слайдер, кёрвбол и сплит-фингер фастбол.
До начала сезона 1988 года главной целью Хершайзера было одержать 20 побед в сезоне. И поэтому, когда он отыграл вторую подряд полную сухую игру, проведя 22 сухих иннинга подряд, в общенациональных СМИ он упоминался как питчер, одержавший 20 побед, а в региональных как претендент на приз Сая Янга в НЛ. Его третья полная сухая игра, по мнению местных газет, увеличила его шансы на Сая Янга, а в общенациональных СМИ говорилось о его помощи команде в борьбе за чемпионство в дивизионе. Лишь немногие СМИ отмечали серию сухих иннингов Хершайзера и те не очень верили в его конечный успех. И лишь только к тому времени, как он достиг отметки в 40 иннингов, общенациональные издания стали напоминать своим читателям, что рекорд составляет 58 иннингов (несмотря на то, что официальный статистик МЛБ Сеймур Сивоф выдал директиву считать только полные иннинги для стартовых питчеров, некоторые источники продолжали считать рекорд 58 2⁄3). В некоторых же газетах утверждалось, что Орел больше внимание уделяет своему маленькому сыну, которого недавно госпитализировали.
В одной из игр, после которой на его счету было 49 сухих иннингов, по мнению некоторых источников, лишь благодаря спорному решению судьи продолжилась серия Хершайзера, поэтому его стали сравнивать его с Дрисдейлом, у которого также был подобный инцидент во время серии. Газета Houston Chronicle отметила, что оба эти решения были приняты в играх против «Сан-Франциско Джайентс». Однако СМИ также отмечали, что Орелу надо отыграть ещё одну полную сухую игру, чтобы сравняться с Дрисдейлом и превзойти достижение Джонсона. Кроме того, некоторые спортивные журналисты стали считать Хершайзером главным претендентом на приз Сая Янга, другие же продолжали уделять больше внимание борьбе «Доджерс» за чемпионство в дивизионе. Перед последней игрой издание Associated Press напомнило своим читателем, что Хершайзер отыграл восемь подряд полных игр (всего пятнадцать полных игр за сезон) из которых четыре последних были сухими, и ему надо отыграть ещё одну, чтобы сравняться с Дрисдейлом. Сам же Орел впервые стал верить в то, что сможет побить рекорд, только когда отыграл 49 сухих иннингов. Мало того, что его товарищи по команде были слишком суеверными, чтобы поговорить с ним о серии, комментатор «Доджерс» Дрисдейл также избегал этого вопроса в разговорах с питчером, чтобы не сглазить последнего. Хершайзер же не был суеверен по этому вопросу, сказав однажды: «Я довольно спокойно отношусь к этому…Я всё время говорю о нём. Я не суеверен».
| Дата                                                            | Соперник               | Стадион                      | Решение (В/П) | И   | Хиты | Раны | О | Bases on balls | Страйк-ауты | ХР | Сезонный ERA | Выбито отбивающих | Бросков сделано | Страйков |
| --------------------------------------------------------------- | ---------------------- | ---------------------------- | ------------- | --- | ---- | ---- | - | -------------- | ----------- | -- | ------------ | ----------------- | --------------- | -------- |
| 30 августа 1988                                                 | Монреаль Экспос        | Олимпийский стадион          | В (18-8)      | 9   | 6    | 2    | 2 | 2              | 9           | 0  | 2,84         | 36                | 118             | 79       |
| 5 сентября 1988                                                 | Атланта Брэйвз         | Атланта-Фултон-канти-стэдиум | В (19-8)      | 9   | 4    | 0    | 0 | 1              | 8           | 0  | 2,73         | 31                | 109             | 69       |
| 10 сентября 1988                                                | Цинциннати Редс        | Доджер-стэдиум               | В (20-8)      | 9   | 7    | 0    | 0 | 3              | 8           | 0  | 2,62         | 35                | 109             | 67       |
| 14 сентября 1988                                                | Атланта Брэйвз         | Доджер-стэдиум               | В (21-8)      | 9   | 6    | 0    | 0 | 2              | 8           | 0  | 2,52         | 35                | 103             | 70       |
| 19 сентября 1988                                                | Хьюстон Астрос         | Астродом                     | В (22-8)      | 9   | 4    | 0    | 0 | 0              | 5           | 0  | 2,43         | 32                | 96              | 67       |
| 23 сентября 1988                                                | Сан-Франциско Джайентс | Кэндлстик-парк               | В (23-8)      | 9   | 5    | 0    | 0 | 2              | 2           | 0  | 2,35         | 32                | 112             | 73       |
| 28 сентября 1988                                                | Сан-Диего Падрес       | Джек Мёрфи-стэдиум           |               | 10  | 4    | 0    | 0 | 1              | 3           | 0  | 2,26         | 36                | 116             | 77       |
|                                                                 |                        |                              |               |     |      |      |   |                |             |    |              |                   |                 |          |
| 5 апреля 1989                                                   | Цинциннати Редс        | Риверфронт-стэдиум           | П (0-1)       | 7   | 7    | 4    | 2 | 1              | 6           | 0  | 2,57         | 31                | 101             | 64       |
| Выступления в плей-офф, которые не входят в официальный подсчёт |                        |                              |               |     |      |      |   |                |             |    |              |                   |                 |          |
| 4 октября 1988*                                                 | Нью-Йорк Метс          | Доджер-стэдиум               |               | 8.1 | 7    | 2    | 2 | 1              | 6           | 0  | 2,16         | 31                | 100             | 67       |

### 30 августа 1988 года
| Команда      | 1 | 2 | 3 | 4 | 5 | 6 | 7 | 8 | 9 | R | H | E |
| ------------ | - | - | - | - | - | - | - | - | - | - | - | - |
| Лос-Анджелес | 0 | 3 | 0 | 0 | 1 | 0 | 0 | 0 | 0 | 4 | 5 | 3 |
| Монреаль     | 0 | 0 | 0 | 0 | 2 | 0 | 0 | 0 | 0 | 2 | 6 | 1 |

WP: Орел Хершайзер (18–8)  LP: Брайан Холман (2–6)  

К 30 августу «Доджерс» одержали 76 побед, потерпев 54 поражения, и занимали первое место на Западе НЛ, опережая ближайшего преследователя, «Хьюстон Астрос», на 6,5 игры. «Монреаль Экспос» к этому моменту подошли с результатом 66-64 и занимали третье место на Востоке НЛ. В матче «Доджерс» одержали победу, сохранив своё преимущество над «Астрос». Эта победа для Лос-Анджелесской команды стала пятой подряд и двенадцатой в последних 15 матчах. Во втором иннинге Хершайзер был участником двухочкового дабла, благодаря которому «Доджерс» повели со счётом 3:0. В пятом иннинге Орел позволил соперникам набрать два очка, но в последних четырёх ни один из отбивающих не смог добраться даже до второй базы. Таким образом, эти иннинги стали началом его сухой серии. Этот матч стал десятой полной игрой Хершайзера в сезоне. После окончания матча его показатель ERA стал 2,84 и по этому параметру он занимал третье место в команде после Тима Лири (2,44) и Джона Тудора (2,37).

### 5 сентября 1988 года
| Команда      | 1 | 2 | 3 | 4 | 5 | 6 | 7 | 8 | 9 | R | H | E |
| ------------ | - | - | - | - | - | - | - | - | - | - | - | - |
| Лос-Анджелес | 2 | 0 | 1 | 0 | 0 | 0 | 0 | 0 | 0 | 3 | 8 | 1 |
| Атланта      | 0 | 0 | 0 | 0 | 0 | 0 | 0 | 0 | 0 | 0 | 4 | 2 |

WP: Орел Хершайзер (19–8)  LP: Рик Махлер (9–13)  

Первоначально появление Хершайзера было запланировано на 4 сентября в игре против лидера НЛ «Нью-Йорк Метс», однако из-за дождя матч был отменён. «Доджерс» подошли к игре с результатом 77-57 и на 5 побед опережали ближайшего преследователя «Астрос». «Атланта Брэйвз» занимали шестое место в дивизионе, отставая от лидера на 31 победу. Во время игры Хершайзер четырежды выбил из игры Дейла Мёрфи, причём один раз при помощи редкого броска — кёрвбола с боковым отводом, выполненного к ужасу его тренера Рона Перраноски, переживавшего, что такие броски могут привести к травме. Согласно обозревателю ESPN Марку Саймону, эта игра стала единственной из 2180 игр в карьере Мёрфи, когда один питчер делал четыре страйк-аута против него. Хершайзер провёл четвёртую подряд полную игру, позволив отбивающим соперника сделать всего четыре хита. Этот матч стал 19-й победой Орела в сезоне и за 4 полные игры его ERA составил всего 1,00.

### 10 сентября 1988 года
| Команда      | 1 | 2 | 3 | 4 | 5 | 6 | 7 | 8 | 9 | R | H | E |
| ------------ | - | - | - | - | - | - | - | - | - | - | - | - |
| Цинциннати   | 0 | 0 | 0 | 0 | 0 | 0 | 0 | 0 | 0 | 0 | 7 | 2 |
| Лос-Анджелес | 0 | 0 | 0 | 2 | 1 | 0 | 0 | 2 | x | 5 | 6 | 0 |

WP: Орел Хершайзер (20–8)  LP: Норм Чарльтон (1–4)  
Хоум-раны:  LAD – Рик Демпси
К этой игре «Доджерс» подошли с результатом 79-60 и опережали ближайшего соперника по конференции на четыре игры. Цинциннати же занимали третье место в дивизионе, отставая от лидера на 5,5 побед. В матче победу одержала команда из Лос-Анджелеса, а Хершайзер завоевал свою 20-ю победу в сезоне, став первым праворуким питчером «Доджерс» с 1976 года, который сумел достичь этой отметки (в 1986 году леворукий питчер Фернандо Валенсуэла также смог одержать 20 побед в сезоне). Сам Хершайзер так прокомментировал это достижение: «Это цель, которую мир устанавливает в качестве стандарта, и когда вы её достигнете, это великолепное чувство». Этот матч стал четвёртой подряд полной игрой (двенадцатой в сезоне) для Орела и вторым подряд шатаутом. Благодаря этой победе, Хершайзер оставался одним из претендентов на приз Сая Янга, однако имел худшее соотношение побед к поражениям и ERA (Дэнни Джексон к этому моменту одержал 21 победу, потерпев 6 поражений, и имел показатель ERA 2,43).

### 14 сентября 1988 года
| Команда      | 1 | 2 | 3 | 4 | 5 | 6 | 7 | 8 | 9 | R | H | E |
| ------------ | - | - | - | - | - | - | - | - | - | - | - | - |
| Атланта      | 0 | 0 | 0 | 0 | 0 | 0 | 0 | 0 | 0 | 0 | 6 | 1 |
| Лос-Анджелес | 0 | 0 | 0 | 0 | 0 | 0 | 0 | 0 | 1 | 1 | 5 | 1 |

WP: Орел Хершайзер (21–8)  LP: Рик Махлер (9–15)  

К игре 14 сентября «Доджерс» имели в своём активе 83 победы и 60 поражений и занимали первое место на Западе НЛ, опережая ближайшего преследователя на 6,5 побед. «Атланта Брэйвз» занимали шестое место в дивизионе, отставая от лидера на 34 победы. В этом сезоне против «Брэйвз» Хершайзер уже завоевал пять побед с показателем ERA 1,29 и не потерпел ни одного поражения. Этот матч стал единственным для Орела в сезоне, перед которым у него было три дня отдыха. После игры серия Хершайзера составила 31 иннинг и он сравнялся по этому показателю с рекордом «Доджерс» после переезда команды в Лос-Анджелес в 1958 году. Несмотря на это достижение, внимание СМИ было больше привлечено к гонке за приз Сая Янга, так как после этой игры Хершайзер догнал Джексона по количеству побед в сезоне. Эта победа также стала для Орела шестой подряд против «Брэйвз».
В игре против «Брэйвз» Хершайзер пропустил два подряд сингла от Оззи Вирджила и Терри Блокера, однако затем смог сделать страйк-ауты питчеру Рику Махлеру и Рону Гэнту, а затем Джефф Блаузер выбил флай-бол. В седьмом иннинге, из-за ошибки Франклина Стаббса, Андрес Томас сумел сделать дабл, таким образом «Брэйвз» смогли занять первую и третью базы. Далее Хершайзер заполнил все базы, сделав преднамеренную пробежку, а позже сумел выбить из игры Махлера и Гэнта. После игры Орел признался, что считает этот аут худшим за все последние полные игры: «Он был худшим, что я отработал за последние пять-шесть стартов, … Я был действительно нестабильным. У меня не было ни хорошего броска, ни контроля попадания в страйковую зону. Я не мог создать модель. Мне пришлось потрудиться, чтобы настроиться». В атаке же «Доджерс» добились успеха только в девятом иннинге, когда Майк Маршал с помощью стратегии «Ударь и беги» сумел помочь Кирку Гибсону забежать в дом и набрать единственное очко в игре.

### 19 сентября 1988 года
| Команда      | 1 | 2 | 3 | 4 | 5 | 6 | 7 | 8 | 9 | R | H | E |
| ------------ | - | - | - | - | - | - | - | - | - | - | - | - |
| Лос-Анджелес | 0 | 0 | 0 | 0 | 0 | 0 | 1 | 0 | 0 | 1 | 3 | 2 |
| Хьюстон      | 0 | 0 | 0 | 0 | 0 | 0 | 0 | 0 | 0 | 0 | 4 | 2 |

Стартовые питчеры: LAD – Орел Хершайзер  HOU – Нолан Райан  WP: Орел Хершайзер (22–8)  LP: Дэнни Дарвин (7–12)  
Хоум-раны:  LAD – Джон Шелби
К 19 сентября «Доджерс» одержали в чемпионате 86 побед, потерпев 61 поражение и занимали первое место на Западе НЛ, опережая ближайших преследователей «Астрос» и «Джайентс» на девять побед. Эта игра для Хершайзера стала второй подряд победой со счётом 1:0, а для «Астрос» запомнилась тем, что стала последним выходом в стартовом составе питчера Нолана Райана, который в матче отыграл два иннинга и был вынужден покинуть поле из-за судороги подколенного сухожилия. Эта победа стала 22 в сезоне для Орела, однако его основной конкурент на приз Сая Янга Джексон в этот же день также одержал свою 22 победу. Показатель ERA Хершайзера за семь подряд полных матчей упал до 0,57. В самом матче «Астрос» были ближе всего к успеху после ошибок игроков «Доджерс», из-за чего в первом иннинге Кевин Басс сумел добраться до третьей базы, а в пятом иннинге отбивающие соперника сумели занять первые две базы при нуле аутов. После шестого шатаута в сезоне (четвёртого подряд) Хершайзер повторил рекорд Дрисдейла 1968 года. Этот шатаут также стал одним из трёх подряд шатаутов «Доджерс». 18 сентября шатаут отыграли Тудор и реливер Алехандо Пена, а 20 сентября — Тим Белчер.
После этой победы и 40 подряд сухих иннингов многие издания, такие как The New York Times, Chicago Tribune и Los Angeles Times, начали серьёзно рассматривать эту серию, а некоторые канадские газеты даже использовали слово chasing (рус. погоня, охота), чтобы отметить прогресс Хершайзера, а газета The Ottawa Citizen озаглавила свою статью «Хершайзер гонится за рекордом» (англ. Hershiser chasing record).

### 23 сентября 1988 года
| Команда       | 1 | 2 | 3 | 4 | 5 | 6 | 7 | 8 | 9 | R | H | E |
| ------------- | - | - | - | - | - | - | - | - | - | - | - | - |
| Лос-Анджелес  | 0 | 0 | 0 | 0 | 0 | 0 | 0 | 3 | 0 | 3 | 7 | 0 |
| Сан-Франциско | 0 | 0 | 0 | 0 | 0 | 0 | 0 | 0 | 0 | 0 | 5 | 1 |

WP: Орел Хершайзер (23–8)  LP: Этли Хаммакер (8–9)  
Хоум-раны:  LAD – Мики Хатчер (1, off Hammaker; 8th inn, 2 on, 2 outs)
Следующую игру Хершайзер должен был проводить 24 сентября, однако, в связи с близостью игр плей-офф, которые должны были начаться 3 октября, руководство команды было вынуждено выпустить Орела через три дня отдыха, чтобы он и другие питчеры стартового состава получили полноценный отдых перед постсезонными играми. К этой игре «Доджерс» подошли с показателем 89—63 и на 8 побед опережали ближайшего преследователя по Западу НЛ «Цинциннати Редс». «Сан-Франциско Джайентс» отставали от «Доджерс» на 10,5 побед и занимали лишь четвёртое место в дивизионе. Этот матч для Хершайзера стал восьмой подряд и пятнадцатой в сезоне полной игрой, а также пятым подряд шатаутом, что позволило ему продлить серию сухих иннингов до 49. После игры Хершайзер сказал: «Я хочу продолжить показывать ноли на табло не из-за серии, а для команды…Я хочу оставаться горячим до игр плей-офф».
Перед стартом матча Сеймур Сивоф, глава Elias Sports Bureau и официальный статистик МЛБ, определил, что официальный метод подсчёта сухих иннингов для стартовых питчеров будет учитывать только полные иннинги и только те, которые были проведены в рамках одного сезона. Ранее в источниках были разные мнения на счёт того, учитывать ли неполные иннинги в серии. Согласно некоторым источникам, официальные статистики, такие как Сивоф, всегда при подсчёте серии сухих иннингов стартовых питчеров учитывали только полные иннинги. После шатаута 23 сентября Орел поднялся на третью строчку в списке сухих серий, уступая лишь Джонсону и Дрисдейлу. Он также обошёл Карла Хаббелла и Харриса «Дока» Уити, которые, согласно новому определению сухой серии, провели по 45 сухих иннингов каждый и Боба Гибсона, чья серия насчитывала 47 иннингов. Хершайзер также стал одним из трёх питчеров в истории МЛБ, которые провели пять подряд шатаутов. Кроме него это достижение покорилось Дрисдейлу в 1958 году и Уити в 1904 году. Кроме того, его 23 победы в сезоне стали лучшим показателем для «Доджерс» с 1966 года, когда Сэнди Коуфакс смог одержать 27 побед.
Сама игра запомнилась неоднозначным решением судьи, отменившим одно очко «Джайентс», посчитав, что те нарушили правила, помешав игрокам «Доджерс». Некоторые источники отмечают, что на поздних стадиях серии Дрисдейла судьи также иногда принимали решения в его пользу. Менеджер «Джайентс» Роджер Крейг также сделал несколько неоднозначных замен отбивающих. Например, желая выставить против Орела неудобного леворукого отбивающего, он при двух занятых базах и одном ауте заменил Робби Томсона (с процентом отбивания 26,6 %) на новичка Франциско Мелендеса (19,0 %), чей выход привёл к дабл-плейю. В этот же день USA Today утверждали, что менеджер «Доджерс» Томми Ласорда построит свою питчерскую ротацию так, чтобы Хершайзер вышел в первой игре чемпионской серии Национальной лиги, однако Ласорда опроверг это утверждения, заявив, что пока команда официально не попала в плей-офф, какие-либо заявления делать рано. Исход же матча решился в восьмом иннинге после хоум-рана Мики Хатчера.

### 28 сентября 1988 года
| Команда      | 1 | 2 | 3 | 4 | 5 | 6 | 7 | 8 | 9 | 10 | 11 | 12 | 13 | 14 | 15 | 16 | R | H | E |
| ------------ | - | - | - | - | - | - | - | - | - | -- | -- | -- | -- | -- | -- | -- | - | - | - |
| Лос-Анджелес | 0 | 0 | 0 | 0 | 0 | 0 | 0 | 0 | 0 | 0  | 0  | 0  | 0  | 0  | 0  | 1  | 1 | 6 | 1 |
| Сан-Диего    | 0 | 0 | 0 | 0 | 0 | 0 | 0 | 0 | 0 | 0  | 0  | 0  | 0  | 0  | 0  | 2  | 2 | 5 | 2 |

Стартовые питчеры: LAD – Орел Хершайзер  SND – Энди Хокинс  WP: Дэйв Липер (3–0)  LP: Рики Хортон (7–11)  
Хоум-раны:  SND – Марк Парент
По мере приближения его очереди выходить в стартовом составе Хершайзер стал шутить, что он лучше пропустить её и отдохнёт перед играми плей-офф, чем будет пытаться побить рекорд. Его команда ещё 26 сентября обеспечила себе первое место на Западе НЛ, поэтому всё внимание было приковано не к результату матча, а к выступлению Орела. За день до матча генеральный менеджер команды Ласорда объявил стартовых питчеров на первые игры плей-офф, начинавшиеся 4 октября. Ими стали Хершайзер (первая игра) и Тюдор (вторая игра). Соперником же в этом матче стала команда «Сан-Диего Падрес», занимающая пятое место в дивизионе и отстающая от «Доджерс» на 13 побед. Эта игра для Хершайзера была также важна в рамках двух противостояний. Первое — соперничества за лидерство в лиге по количеству побед, одержанных в сезоне, так как пока он отдыхал Френк Виола одержал 23-ю победу и сравнялся с ним и Джексоном по этому показателю. Другое же ожидаемое противостояние в матче было соперничество между Хершайзером и кэтчером «Падрес» Бенито Сантьяго, которому в прошлом году Орел прервал хитовую серию из 34 игр. Эта серия была рекордной в МЛБ для игроков на позиции кэтчера, рекордом для новичков и рекордом «Падрес». И до сих пор никто в возрасте 22 лет или младше не смог хотя бы повторить её. Согласно Тони Гвину: «Мы так сильно хотели набрать очко … Может, мы немного перестарались. Вы должны отдать человеку должное. За весь вечер он не дал мне ни одного шанса, чтобы отбить. Он бросил все подачи именно в те места куда хотел».
Перед самим матчем Хершайзер объяснил, почему он хочет выиграть Мировую серию больше, чем побить рекорд: «Ты можешь побить рекорд или выиграть приз Сая Янг и пойти домой праздновать со своей женой и друзьями, но, в конечном счёте, лишь всего нескольким людям есть до этого дело. Но если твоя команда победит, у тебя будет 24 парня и все их семьи, все их друзья и весь город будет праздновать».
В матче Хершайзер отыграл все девять иннингов, не пропустив ни одного очка. Один из опасных моментов у него произошёл в восьмом иннинге при двух аутах и быстром игроке (Роберто Аломар) на первой базе. Однако после одной подачи Орел неожиданно бросил мяч игроку первой базы и тот успел выбить Аломара и продлить серию питчера до 57 иннингов. Когда матч перешёл в экстра-иннинги, Хершайзер не хотел продолжать играть: «Я действительно не хотел побить рекорд. Я хотел остановиться на 58. Я хотел, чтобы я и Дон были вместе во главе. Но моё начальство (Ласорда и Перраноски) сказали мне, что не будут менять меня, поэтому я решил, черт возьми, я могу также выбить и этого парня». Так как за всю игру ни один игрок «Падрес» не смог добраться даже до второй базы, Ласорда, Перраноски и Бен Хайнс же считали, что он обязан ради игры, ради самого себя продолжать выступать. Десятый иннинг для Хершайзера начался неудачно — он бросил уайлд-питч и отбивающий «Падрес» Марвелл Винн сумел добежать до первой базы. Следующие два отбивающие, Сантьяго и Рэнди Реди, ценою двух аутов сумели перевести Вина на третью базу. Затем Орел сделал умышленный уолк Гэрри Темплтону, а затем выбил следующего отбивающего и довёл свою серию до 59 иннингов.
Даже после установления рекорда Хершайзер выражал сожаление: «Из-за моего уважения в Дону и рекорду, я не думаю, что в той ситуации должен был выходить на питчерскую горку только для того, чтобы побить рекорд. Я должен был отдыхать перед играми плей-офф». Согласно некоторым источниками, Дрисдейл был тем человеком, который убедил Орела продолжить игру и выйти в десятом иннинге, сказав: «Я дал ему пинка под зад и сказал, чтобы он шёл туда и прошёл так далеко, как только мог». Однако другие источники утверждают, что Дрисдейл вряд ли мог сказать это, так как не знал о переживаниях Хершайзера на счёт рекорда. После игры Дрисдейл рассказал, что если бы знал об этом, то лично бы пнул его в сторону питчерской горки.
По окончании десятого иннинга, установив рекорд, Орел в течение долгого времени стоял наклонившись, опираясь руками на колени, пока к нему не подбежали товарищи по команде, чтобы поздравить. После этого Хершайзер пошёл искать Дрисдейла, работавшего радио-комментатором на матчах «Доджерс», спрашивая у всех на пути: «Где Дрисдейл? Я должен найти Дрисдейла». Когда же Орел вернулся в дагаут, там его ждал с микрофоном Дрисдейл, желающий взять у него интервью.
За время своей серии Орел отыграл 59 иннингов, пропустив 0 очков и 31 хит, сделав 38 страйк-аутов, 10 пробежек и позволив игрокам соперника сделать 3 экстра-базовых хита. Дрисдейл же отыграл 58 иннингов, пропустив 0 очков и 28 хитов, сделав 45 страйк-аутов, 10 пробежек и позволив игрокам соперника сделать 3 экстра-базовых хита. Так как Хершайзер не стал играть дальше после 10 иннинга (на тот момент победитель ещё не был выявлен), он так и не побил рекорд Дрисдейла по количеству подряд сыгранных шатаутов (6).
Однако достижение Хершайзера оказалось в тени летних Олимпийских игр 1988 года и началом сезона Национальной футбольной лиги, так как в Лос-Анджелесе в то время выступало две команды НФЛ («Лос-Анджелес Рэмс» и «Лос-Анджелес Рэйдерс»). Многие же бейсбольные болельщики были более обеспокоены борьбой команд МЛБ за выход в плей-офф. Кроме того, четыре из последних пяти игр серии проходили в Североамериканской Тихоокеанской зоне, что снижало возможное количество зрителей в стране. Ещё меньше зрителей смогло посмотреть матч из-за того, что канал KTTV не показывал игру 26 сентября, когда «Доджерс» досрочно стали победителями Западного дивизиона НЛ, и игру 28 сентября, когда Орел установил рекорд. Вместо этого KTTV показал фильмы «Пятница, 13-е» и «Смертельная забава» 26 и 28 сентября соответственно. В живую же матч 28 сентября увидели 22 596 человек.

### 4 октября 1988 года
| Команда      | 1 | 2 | 3 | 4 | 5 | 6 | 7 | 8 | 9 | R | H | E |
| ------------ | - | - | - | - | - | - | - | - | - | - | - | - |
| Нью-Йорк     | 0 | 0 | 0 | 0 | 0 | 0 | 0 | 0 | 3 | 3 | 8 | 1 |
| Лос-Анджелес | 1 | 0 | 0 | 0 | 0 | 0 | 1 | 0 | 0 | 2 | 4 | 0 |

Стартовые питчеры: NYM – Дуайт Гуден  LAD – Орел Хершайзер  WP: Рэнди Майерс (1–0)  LP: Джей Ховелл (0–1)  

«Нью-Йорк Метс» закончили регулярный чемпионат с результатом 100-60, в то время как «Доджерс» одержали в сезоне 94 победы, потерпев 67 поражений. «Метс» также выиграли десять из одиннадцати очных встреч в сезоне и считались фаворитами в этой серии. 4 октября 1988 года в первой игре чемпионской серии Национальной лиги 1988 года Хершайзер отыграл восемь сухих иннингов, доведя неофициальную серию сухих иннингов до 67. В третьем и шестом иннингах игры «Метс» удавалось вывести бегущих на базы, однако каждый раз следующий отбивающий выбивал граунд-аут. В девятом иннинге Грегг Джеффрис сумел выбить сингл, а затем после удара второго отбивающего Кита Эрнандеса добежать до второй базы. Затем Дэррил Строберри выбил дабл, а Джеффрис забежал в дом и набрал одно очко. После пропущенного очка Хершайзера заменили на реливера. После ухода Хершайзера «Метс» сумели набрать ещё два очка и одержать победу в матче. Несмотря на результат, серия сухих иннингов Орела Хершайзера в регулярном чемпионате все равно составляла 59 иннингов, так как пропущенное очко он пропустил в играх плей-офф.

### 5 апреля 1989 года
| Команда      | 1 | 2 | 3 | 4 | 5 | 6 | 7 | 8 | 9 | R | H | E |
| ------------ | - | - | - | - | - | - | - | - | - | - | - | - |
| Лос-Анджелес | 0 | 1 | 0 | 0 | 1 | 0 | 0 | 1 | 0 | 3 | 5 | 3 |
| Цинциннати   | 1 | 0 | 1 | 1 | 0 | 0 | 1 | 0 | x | 4 | 7 | 1 |

WP: Том Броунинг (1–0)  LP: Орел Хершайзер (0–1)  SV: Джон Франко (2)  

Эта игра стала вторым матчем «Доджерс» в сезоне 1989 года. Первую клуб из Лос-Анджелеса проиграл «Цинциннати Редс», с которыми и должен был вновь сыграть 5 апреля. Перед игрой Хершайзер сказал репортёрам, что для него серия сухих иннингов закончилась в прошлом сезоне, и хотя некоторые бейсбольные аналитики считают, что можно объединить серии двух сезонов, он не согласен с таким подсчётом. Его визави на питчерской горке был Том Браунинг, который отыграл совершенный матч в последней своей встрече с «Доджерс» (16 сентября 1988 года). Уже в первом иннинге Орел стал испытывать проблемы против нападения хозяев. Первый отбивающий «Редс» Барри Ларкин сумел выбить сингл, затем Хрешайзер сделал страйк-ауты Крису Сабо и Эрику Дэвису, однако позволил Ларкину украсть вторую базу. Затем он пропустил на первую базу Кела Дэниелса, а затем Берзингер сделал сингл, отбив мяч в правую часть поля и сумел загнать Ларкина в дом и заработать своей команде очко, а Хершайзер проиграл матч впервые с 24 августа прошлого года.

## Реакция и последствия
Первоначально считалось, что Хершайзер никогда не станет успешным питчером. Он не попадал в школьную бейсбольную команду до предпоследнего класса и его не выбрали на драфте после окончания школы. Его не взяли в бейсбольную команду университета Боулин-Грин на первом году обучения, а после окончания университета он два года играл в низших лигах. Дрисдейл рассказывал, что ему нравилось наблюдать за становлением Хершайзера из-за его 55 номера, который был близок к номеру Дрисдейла 53, и говорил о том, что его владелец прошёл большой путь до попадания в высшую лигу (в те дни низкие номера выдавались более перспективным игрокам). И после того, как рекорд Дрисдейла был превзойдён, тот утверждал, что не был удивлён этим. Он верил в это, потому что не считал себя великим питчером: «Я думаю, что кто-нибудь превзойдёт его, потому что я знаю, что я не какая-то важная персона».
За его выдающиеся достижения в плей-офф он был назван самым ценным игроком чемпионской серии Национальной лиги и самым ценным игроком Мировой серии. Он также стал обладателем приза Сая Янга НЛ. Кроме того, его достижения были отмечены и за пределами бейсбола: в декабре он был назван спортсменом года по версии Sports Illustrated, а в январе 1989 года спортсменом года по версии Associated Press, став первым за последние 20 лет не олимпийцем, выигравшим эту награду в год Олимпийских игр. Перед началом сезона 1989 года Хершайзер подписал новый трёхлетний контракт с «Доджерс» на сумму 7,9 млн долларов, таким образом, на тот момент став самым высокооплачиваемым игроком МЛБ. После своего успеха в 1988 году, Хершайзер понял, что его любые будущие успехи будут рассматриваться сравнительно как провал, даже несмотря на то, что он начнёт сезон 1989 года со всё ещё не прерванной серией.
Всего за сезон 1988 года (регулярный чемпионат и плей-офф) Хершайзер отыграл 309 2⁄3 иннинга, что также является рекордом МЛБ. В следующем сезоне Хершайзер показал примерно такую же статистику, как и в предыдущем, за исключением показателя побед/поражений, а также стал лидером НЛ по количеству проведённых иннингов в сезоне. Во время серии 1988 года Орел одержал две победы против «Атланты Брэйвз», всего же в своей карьере Хершайзер одержал 20 подряд побед против «Брэйвз», что является лучшим достижением с 1920-х годов для питчера в игре против любого клуба. Его минимальные победы 1:0 против «Брэйвз» 14 сентября и против «Астрос» 19 сентября стали последними победами с таким счётом в его карьере. После семи шатаутов в одиннадцати играх, за оставшиеся 319 стартовых матчей в карьере он смог сыграть всего шесть сухих матчей. Хершайзер участвовал в матче всех звёзд 1989 года и дважды вместе с «Кливленд Индианс» выходил в Мировую серию (1995 и 1997 годов), завоевав ещё один титул самого ценного игрока чемпионской серии в 1955 году.

### Место в истории
Некоторые спортивные эксперты считают рекорд Хершайзера одной из величайших серий в истории спорта и одним из величайших достижений в бейсболе. Журналист ESPN Джефф Меррон поставил достижение Орела на третье место в списке величайших индивидуальных серий в истории спорта, сразу после 56 хитовой серии Джо Димаджио и 107 подряд побед в финалах Эдвина Мозеса в беге с барьерами. В книге Керри Бэнкса «Baseball’s Top 100: The Game’s Greatest Records» серия Хершайзера заняла седьмое место в списке величайших рекордов в бейсболе.
Достижение Хершайзера считается «одним из рекордов в бейсболе, который невозможно превзойти». 25-летний юбилей рекорда Орела Хершайзера широко освещался в СМИ в 2013 году. Среди СМИ, освещавших это событие, были ESPN, Los Angeles Daily News и SB Nation. SB Nation каждый день, когда 25 лет назад Хершайзер выходил на поле во время свой серии, выпускала статью, посвящённую этому событию. Baseball Digest отмечали его достижения в юбилейных сезонах через 10, 15 и 20 лет после события.

## Попытки превзойти достижение
В первые 25 лет после установления рекорда ближе всего к нему сумел подойти питчер «Аризоны Даймондбэкс» Брендон Уэбб в 2007 году, который провёл подряд 42 сухих иннинга. Ещё два питчера, Грегг Мэддакс и Кенни Роджерс, отыграли серии из 39 иннингов каждый. В 2012 году Ар Эй Дики установил рекорд «Метс», отыграв 32 сухих иннингов подряд, однако его серия закончилась из-за решения менеджера команды Терри Коллинза оставить питчера на горке при счёте 9:0 в пользу «Метс» при занятой третьей базе и одном ауте у соперника. Следующий отбивающий сумел выбить граунд-бол и Дики пропустил очко. В июне-июле 2014 года питчер «Доджерс» Клейтон Кершоу отыграл 41 сухой иннинг подряд, пока 10 июля не пропустил сольный хоум-ран игрока «Сан-Диего Падрес» Чейза Хедли.